# Mesoplodon europaeus
El zifio de Gervais  o zifio europeo (Mesoplodon europaeus) es una especie de cetáceo odontoceto de la familia Ziphidae. Es el zifio que más frecuentemente ha varado en las costas de América del Norte.

## Descripción
Esta especie es bastante grácil y alargada, en comparación con otros miembros del género Mesoplodon. Su cabeza es pequeña y el  melón es poco protuberante.
La coloración es gris oscuro en la parte superior y gris claro en la parte inferior. Las hembras pueden presentar manchas más claras en genitales y en la cabeza, con un círculo oscuro alrededor de los ojos. 
Los machos miden unos 4,5 metros de longitud y las hembras al menos 5,2 metros, probablemente pesan más de 1.200 kg.

## Población y distribución
El zifio de Grevais originalmente se observó en las costas de Inglaterra, pero desde entonces se ha encontrado fuera de Irlanda, las Islas Canarias, África occidental, y la isla Ascensión. En agosto de 2001, un ejemplar fue encontrado fuera de São Paulo y recientemente, el 4 de mayo de 2011, fue encontrado un ejemplar varado en las costas de la isla de Puerto Rico, el cual tenía aproximadamente 5 kg de bolsas plásticas en su estómago, situación que pudo causarle la muerte.
Es notable que, aunque con frecuencia este zifio es encontrado varado, nunca se había visto un espécimen vivo hasta 1998. Desde entonces se ha visto sólo unas 10 veces y solo en 3 o 4 se ha podido fotografiar, por ejemplo, cerca de Lanzarote o de la isla del Hierro (islas Canarias, España). La especie presenta una amplia distribución en las aguas tropicales y templadas cálidas del océano Atlántico, donde es abundante en sus aguas profundas. La amenazas documentadas son poco frecuentes y no representan un peligro para la misma.